# Aeropista de Punta Abreojos
El Aeródromo de Punta Abreojos (Código IATA: AJS - Código OACI: MX86 - Código DGAC: AJS) es un pequeño aeropuerto ubicado el municipio de Mulegé, Baja California Sur y es operado por el Ejido de Punta Abreojos. Cuenta con una pista de aterrizaje de 1,200 metros de largo y 23 metros de ancho. Actualmente solo se utiliza con propósitos de aviación general.

## Accidentes e incidentes
- El 4 de julio de 1992 una aeronave Beechcraft 58 Baron con matrícula N23739 operada por I & T Produce Company que realizaba un vuelo entre la Aeropista de Punta Abreojos y el Aeropuerto de Ensenada impactó contra terreno durante su aproximación a este último, matando a los 3 ocupantes.[2][3]